# يوانكا غونزاليس
يوانكا غونزاليس مواليد 9 يناير 1976 في كوبا، هي درّاجة كوبية. شاركت في دورة الألعاب الأولمبية الصيفية وفازت بميدالية أولمبية.

## الميداليات
| الميدالية | المسابقة                       |
| --------- | ------------------------------ |
| فضية      | الألعاب الأولمبية الصيفية 2008 |
| ذهبية     | دورة الألعاب الأمريكية 2003    |
| ذهبية     | دورة الألعاب الأمريكية 2007    |
| فضية      | دورة الألعاب الأمريكية 1999    |
| برونزية   | دورة الألعاب الأمريكية 1999    |

## روابط خارجية
- يوانكا غونزاليس على موقع أرشيف الدراجات (الإنجليزية)
- يوانكا غونزاليس على موقع إحصائيات الدراجات الإحترافية (الإنجليزية)
- يوانكا غونزاليس على موقع نسبة الدراجات (الإنجليزية)
- يوانكا غونزاليس على موقع CycleBase (الإنجليزية)
- يوانكا غونزاليس على موقع اللجنة الأولمبية الدولية (الإنجليزية)
- يوانكا غونزاليس على موقع أوليمبيديا (الإنجليزية)